# Neoperla tenuispina
Neoperla tenuispina är en bäcksländeart som beskrevs av František Klapálek 1921. Neoperla tenuispina ingår i släktet Neoperla och familjen jättebäcksländor. Inga underarter finns listade i Catalogue of Life.